# Incydent w Tampico
Incydent w Tampico był niewiele znaczącym wydarzeniem z udziałem amerykańskich marynarzy i meksykańskich żołnierzy generała Victoriano Huerty w czasie tzw. guerra de las facciones – jednej z faz rewolucji meksykańskiej. Incydent miał miejsce 9 kwietnia 1914 roku, ale przyczynił się do zerwania stosunków dyplomatycznych między obu krajami i półrocznej amerykańskiej okupacji portowego miasta Veracruz.
W ogniu rewolucji rządzący krajem Victoriano Huerta starał się utrzymać stan posiadania walcząc jednocześnie z siłami Emiliano Zapaty na południu i z szybko posuwającymi się naprzód konstytucjonalistami Venustiano Carranzy na północy. 26 marca 1914 roku siły Carranzy znajdowały się zaledwie 16 km od bogatego w ropę naftową miasta Tampico, gdzie mieszkało wielu obywateli USA związanych z amerykańskimi firmami inwestującymi w miejscowy przemysł naftowy. Kilka okrętów US Navy pod dowództwem kontradmirała Henry’ego T. Mayo stacjonowało w pobliżu dla ochrony amerykańskich obywateli i mienia.

## Incydent
Wiosną 1914 roku amerykańsko-meksykańskie stosunki dyplomatyczne były napięte. Prezydent Woodrow Wilson odmówił uznania prezydentury generała Victoriano Huerty, który objął urząd rok wcześniej z pomocą konserwatysty, generała Félixa Díaza (18 lutego 1913 obalili prezydenta Francisco Madero, który cztery dni później został zamordowany na rozkaz prezydenta-uzurpatora) i z aprobatą amerykańskiego ambasadora Henry’ego L. Wilsona, natychmiast z tego powodu odwołanego przez prezydenta. Niestabilna sytuacja, spowodowana trwającą rewolucją, stanowiła zagrożenie dla obywateli i interesów amerykańskich w Meksyku.
W Tampico – oblężonym przez siły konstytucjonalistów – stosunki między amerykańskimi wojskowymi a garnizonem miasta były przyjazne. Flota amerykańska – z której tylko jedna kanonierka Dolphin była w stanie operować w płytkiej zatoce – w dniu 2 kwietnia oddała trzykrotnie salwę honorową z 21 dział, by uhonorować flagę meksykańską z okazji rocznicy zajęcia w roku 1867 miasta Puebla przez generała Porfirio Díaza w ostatnim stadium interwencji francuskiej. US Navy często użyczała swych łodzi do przewozu poczty i szukających schronienia cywilów, uszczuplając przy tym zapasy paliwa.
Stosunki między Stanami Zjednoczonymi a rządem Huerty uległy nagłemu pogorszeniu 9 kwietnia, kiedy to miejscowe władze aresztowały przez pomyłkę dziewięciu marynarzy amerykańskich, co przeszło do historii jako „Tampico Incident”. Dowódca Dolphina postanowił pobrać paliwo z magazynu położonego w pobliżu mocno obsadzonego wojskiem mostu Iturbide. Obrońcy mostu spodziewali się ataku konstytucjonalistów, którzy od dwóch dni dokonywali wypadów w tym kierunku. Dziewięciu marynarzy na oznakowanym flagą amerykańską welbocie skierowało się w stronę magazynu. Według ich zeznań siedmiu nosiło bańki z paliwem, a dwóch pilnowało łodzi. Ich działania zaniepokoiły meksykańskich żołnierzy, którzy postanowili interweniować. Okazało się, że nikt nie potrafi mówić językiem strony przeciwnej; żołnierze wydawali jakieś polecenia czy rozkazy, ale marynarze nie reagowali, bo ich nie rozumieli. W końcu Meksykanie wymierzyli w Amerykanów broń i odprowadzili do najbliższej komendantury.
Kontradmirał Henry T. Mayo zażądał salutu z 21 dział i formalnych przeprosin rządu Huerty. Generał Huerta nakazał zwolnienie zatrzymanych w ciągu 24 godzin i przekazał pisemne przeprosiny. Odmówił jednak salwy honorowej, tłumacząc, że nie wzniesie flagi amerykańskiej na swojej ziemi, co było warunkiem oddania salutu. W odpowiedzi prezydent Woodrow Wilson zwrócił się 19 kwietnia do Kongresu o wyrażenie zgody na dokonanie interwencji zbrojnej. Kongres wyraził zgodę dwa dni później, ale już wcześniej zaczęły się walki o Veracruz.
Prezydent Wilson nakazał zwiększenie sił amerykańskich na meksykańskich wodach. 18 kwietnia tendry torpedowców 2 Flotylli Torpedowców Floty Pacyfiku, USS Iris i USS Cheyenne oraz okręty podwodne USS H-1 i USS H-2 wyszły z portu San Pedro do San Diego. 22 kwietnia Iris i pięć torpedowców: USS „Whipple” (DD-15), USS „Paul Jones” (DD-10), USS „Perry” (DD-11), USS „Stewart” (DD-13) i USS „Truxtun” (DD-14) opuściło San Diego kierując się do Mazatlánu.
W mieście Ensenada 250 Amerykanów było zmuszonych szukać azylu w murach konsulatu USA, bowiem lokalne meksykańskie władze były bezsilne wobec burzliwych, antyamerykańskich demonstracji. Konsul Guyant telegrafował do Waszyngtonu: „Schroniliśmy się w konsulacie. Sytuacja krytyczna. Przyślijcie natychmiast okręt wojenny” Cheyenne przybył do Ensenady z zadaniem bronienia życia Amerykanów za wszelką cenę, łącznie z zajęciem portu, jeśli zajdzie taka potrzeba. Iris, zmierzający do Mazatlanu, zmienił kurs na Ensenadę, by wesprzeć Cheyenne.
Gdy 25 kwietnia w mieście uspokoiło się nieco, Cheyenne rozpoczął ewakuację Amerykanów z Ensenady do San Diego. W pierwszych dniach maja transportowiec wojska Bisbee opuścił San Francisco i – zatrzymując się w kolejnych portach na zachodnim wybrzeżu Meksyku – zbierał amerykańskich uchodźców.
Do 4 maja 1914 roku na wodach meksykańskich operowało 71 okrętów US Navy Na koniec Stany Zjednoczone zwróciły się do krajów Ameryki Południowej – Argentyny, Brazylii i Chile – z prośbą o mediację.